# Tyrannion z Amisos
Tyrannion z Amisos (stgr. Τυραννίων, łac. Tyrannio) – pontyjski gramatyk z I w. p.n.e., sprowadzony jako jeniec z Pontu do Rzymu w konsekwencji wojny z Mitrydatesem, uczeń Hestiajosa i Dionizosa Traka. Przydomek Tyrannius nadał mu Hestiajos, właściwe imię to Teofrast. Znany jest z opracowania biblioteki Apellikona z Teos, sprowadzonej do Rzymu przez Sullę.